# هان هوانغ
هان هوانغ (و. 723 – 787 م) هو اقتصادي، وخطاط، ورسام، وشاعر من سلالة تانغ الحاكمة، توفي عن عمر يناهز 64 عاماً.

## مناصب
تولى منصب Chancellor of the Tang dynasty ‏
.